# Laragou (ruisseau)
Pour les articles homonymes, voir Laragou.
Le ruisseau de Laragou est un cours d'eau des départements de la Haute-Garonne et du Tarn, en région Occitanie, et un affluent du Girou, donc un sous-affluent de la Garonne par l'Hers-Mort.

## Géographie
Il prend sa source sur la commune de Lavaur, dans le Tarn, à quelques pas à l'est du hameau le Ramel (commune de Verfeil) et se déverse 13,4 kilomètres plus loin dans le Girou, un sous-affluent de la Garonne en rive droite sur la commune de Gragnague dans la Haute-Garonne.

## Département et communes traversés
- Haute-Garonne : Saint-Jean-Lherm, Montpitol, Gragnague, Verfeil, Bonrepos-Riquet
- Tarn : Lavaur, Garrigues

## Affluents
Le Ruisseau de Laragou a vingt-et-un affluents référencés, dont les principaux sont :
- Ruisseau de Verdossol 2,4 km ;
- Ruisseau de la Capelle 2 km ;
- Ruisseau d'en Piré 3,1 km ;
- Ruisseau de Labanal 1,8 km.

## Aménagements
En 1995, un barrage a été édifié au lieu-dit « La Magou », afin de réguler le débit du Girou, créant ainsi le lac du Laragou.